# Simone Boye Sørensen
Simone Boye Sørensen (Dinamarca; 3 de marzo de 1992) es una futbolista danesa. Juega como defensora en el Hammarby IF de la Damallsvenskan de Suecia. Es internacional con la selección de Dinamarca.

## Trayectoria
Boye creció en Regstrup, cerca de Holbæk y comenzó a jugar al fútbol en el Jernløse IF a los seis años de edad.
En 2012, asistió a la Universidad de Texas en San Antonio, donde jugó fútbol en el equipo universitario de UTSA Roadrunners. Tiempo después, regresó a su club danés BSF al finalizar la temporada estadounidense.
En 2013, fichó con el Brøndby IF de la Elitedivisionen, máxima categoría del fútbol femenino en Dinamarca, jugando como mediocampista central. Con el club, participó en la Liga de Campeones Femenina 2013-14 pero fue eliminada en los dieciseisavos de final por el Barcelona. En el 2014, fue votada como Futbolista danesa del año. Más tarde fue nombrada capitana del Brøndby.
En junio de 2017, fichó con el FC Rosengård de la Damallsvenskan de Suecia.

## Estadísticas

### Clubes
| Club             | País       | Año             |
| ---------------- | ---------- | --------------- |
| BSF              | Dinamarca  | 2007 - 2013     |
| Brøndby IF       | Dinamarca  | 2013 - 2017     |
| FC Rosengård     | Suecia     | 2017 - 2018     |
| Bayern de Múnich | Alemania   | 2019 - 2021     |
| Arsenal          | Inglaterra | 2021 - 2022     |
| Hammarby IF      | Suecia     | 2022 - presente |

## Palmarés

### Títulos nacionales
| Título                     | Club             | País      | Año     |
| -------------------------- | ---------------- | --------- | ------- |
| Elitedivisionen            | Brøndby IF       | Dinamarca | 2014-15 |
| Elitedivisionen            | Brøndby IF       | Dinamarca | 2016-17 |
| Copa de Dinamarca Femenina | Brøndby IF       | Dinamarca | 2013-14 |
| Copa de Dinamarca Femenina | Brøndby IF       | Dinamarca | 2014-15 |
| Copa de Dinamarca Femenina | Brøndby IF       | Dinamarca | 2016-17 |
| Copa de Suecia Femenina    | FC Rosengård     | Suecia    | 2017    |
| Copa de Suecia Femenina    | FC Rosengård     | Suecia    | 2018    |
| Bundesliga Femenina        | Bayern de Múnich | Alemania  | 2020-21 |

## Vida personal
Boye tiene una debilidad en los tímpanos que hace que puedan perforarse con facilidad.